# Szirkan
Szirkan (arab. شيركان) – wieś w Syrii, w muhafazie Aleppo, w dystrykcie Afrin. W 2004 roku liczyła 345 mieszkańców.